# Beren
Beren es un personaje ficticio del legendarium del escritor británico J. R. R. Tolkien, que aparece en su novela El Silmarillion.

## Descripción del personaje
Es un Edain, descendiente de la Casa de Bëor el Viejo, hijo de Barahir y Emeldir. Se casó con Lúthien, a la que llamó después Tinúviel, hija del Rey de Doriath, Thingol, y de Melian, la maia. Del mismo modo que a Lúthien se la llama Tinúviel («ruiseñor»), a Beren se le llamó Erchamion («el manco»). Su romance con Lúthien es una de las grandes historias de los días antiguos.

## Beren en Dorthonion
Beren era un guerrero, hijo del jefe de la Casa de Bëor, Barahir, el cual tras la Dagor Bragollach había rescatado al rey Finrod de un ataque de orcos. Como muestra de agradecimiento, Finrod le regaló a Barahir el anillo de Finarfin, su padre, que posteriormente sería conocido como el Anillo de Barahir, como prenda de que si él o cualquier pariente suyo llegaba portando ese anillo para pedirle ayuda, Finrod no se la negaría.
Después de esos acontecimientos, la Casa de Bëor sufrió los ataques de Morgoth sobre el bosque de Dorthonion, donde habitaban. Fueron tan crueles los ataques que en primer lugar las mujeres y niños fueron enviados a vivir lejos, junto a los hombres de la Casa de Hador. Y por otra parte, los que se quedaron fueron sufriendo cada vez más hasta que finalmente sólo le quedaron a Barahir doce compañeros, entre ellos su hijo Beren. Estos proscritos se volvieron una obsesión para Morgoth, y se propuso acabar con ellos a toda costa.
Mediante una emboscada, Sauron, por orden de Morgoth, logró dar con el paradero de Barahir y sus hombres, y los orcos les dieron muerte. Pero Beren se salvó, pues no se encontraba con ellos, y después de vengar la muerte de su padre y recuperar el Anillo de Barahir, vivió a la intemperie durante varios años. Sauron intensificó su búsqueda, pero nunca pudo dar con Beren. Este terminó huyendo al sur de Dorthonion, y a lo lejos entrevió el reino de Doriath, todavía no hollado por pie mortal. De alguna manera supo que allí se encontraba su destino, y a dicho lugar se dirigió. Durante el viaje, llegó al valle de Nan Dungortheb donde pasó mucho tiempo combatiendo con las arañas gigantes del lugar, la prole de Ungoliant. Nunca quiso contar después las peripecias de ese viaje espantoso. Llegó tambaleándose y con cabeza cana al bosque de Doriath, que se encontraba protegido por el hechizo de la Cintura de Melian (que evitaba que cualquier extraño al reino entrara al bosque sin perderse), pero como un destino superior al poder de Melian lo acompañaba, no se perdió.

## Beren y Lúthien
La bella historia de Beren y Lúthien (recogida en la Balada de Leithian, "Liberación del cautiverio") comienza el día en que conoce a la princesa en los bosques de Doriath y ambos se enamoran. El rey Thingol se opone al matrimonio de ambos, pues no consentía que su hija, perteneciente a la alta raza de los Eldar, se casara con un mortal. Pero finalmente accede a dar la mano de Lúthien a condición de que Beren sea capaz de traer uno de los legendarios Silmarils creados por Fëanor, y que se encontraban engarzados en la corona del mismísimo Morgoth. Esto ocasiona que la maldición de Mandos caiga sobre Doriath. En realidad, la intención de Thingol no es conceder la mano de su hija a un hombre mortal, sino provocar su muerte en semejante búsqueda, o cuando menos que se rindiera de aspirar al tan alto premio que para Thingol representaba su propia hija.
Beren promete que no regresará a Doriath hasta que traiga uno de los Silmarils en la mano, aún sabiendo que iniciaba una de las tareas más difíciles encargadas a mortal alguno, debido a que para lograr su propósito tendría que internarse en las profundidades de la fortaleza de Angband y robar de la corona misma de Morgoth uno de los Silmarils.
Para ello decide buscar la ayuda del príncipe Finrod Felagund, hermano de Galadriel e hijo de Finarfin. Finrod reconoce a Beren como hijo de Barahir, aún sin el anillo, y se ofrece a ayudarle, aunque se percata de lo mortal de tal cometido. Pero los nobles de Nargothrond, el reino de Finrod, se oponen, convencidos por los hijos de Fëanor Celegorm y Curufin (que por entonces residían allí), de manera que solamente diez elfos salen en compañía de Finrod y Beren.
Beren y Finrod parten en busca de los Silmarils, pero son capturados por Sauron en las mazmorras de Tol-in-Gaurhoth. Ahí, Finrod lucha contra Sauron, pero es encarcelado y muere en una oscura mazmorra, defendiendo a Beren de los monstruos de Sauron. Beren está solo y al borde de la desesperación, pero Lúthien acude desde Doriath en su ayuda. Con su poder derrumba las mazmorras, libera a Beren y se enfrenta al padre de los licántropos, el viejo Draugluin (que muere en la lucha), y luego al mismo Sauron. También Huan, el perro de Valinor, que pertenece a Celegorm pero demuestra un gran afecto por Beren y Lúthien, se enfrenta valientemente a Sauron, que se había transformado en licántropo. Sauron, vencido, abandona el cuerpo y huye como espíritu.
Beren y Luthien deciden viajar juntos hasta la fortaleza de Angband, y para ello Lúthien usa sus poderes élficos y cambian sus formas por las de Thuringwethil, el murciélago mensajero de Sauron, y el licántropo Draugluin. De esta manera logran llegar a las puertas de la fortaleza infernal, que estaba vigilada por el enorme y sangriento licántropo Carcharoth, criado por el mismo Morgoth. Lúthien lo hunde en un sopor.
Una vez dentro de la fortaleza llegan a la más profunda estancia, donde Morgoth tenía su oscuro trono, "un palacio sostenido por el horror", y en presencia de Morgoth, este les retira los disfraces. Lúthien entona entonces una melodía, y al verla ante él, Morgoth concibe pensamientos de una malvada lujuria y se distrae. Lúthien entonces lo adormece usando una vez más sus poderes, y Morgoth cae al suelo. Beren, que se había escabullido bajo el trono, aprovecha la oportunidad y usando el cuchillo Angrist, quita uno de los Silmarils de la Corona de Morgoth. Pero al intentar retirar otro, el cuchillo se rompe y una de los pedazos hiere a Morgoth en la mejilla. Este empieza a despertarse. Beren y Luthien corren para escapar, mientras todos en Angband van despertando del sueño de la melodía de Lúthien, pero en las puertas de Angband son interceptados por Carcharoth, el cual los ataca rápidamente. Beren le hace frente, pero el terrible lobo le arranca la mano que sostenía el Silmaril y la devora. Carcharoth huye aullando por el dolor provocado por el Silmaril en sus entrañas. Entonces, Beren y Lúthien son rescatados por las águilas, que llamarían a Beren a partir de entonces Erchamion (el manco).
Beren y Lúthien regresan a Doriath, el rey Thingol increpa a Beren por regresar sin traer el Silmaril, a lo que Beren responde que ha cumplido, pues el Silmaril está en su mano derecha, y le muestra la mano amputada (este acontecimiento provocó que también se le llamara Camlost que significa mano vacía). Thingol comprende, su ánimo se dulcifica y finalmente, acepta que Beren despose a Lúthien.
A la vez, Carcharoth, enloquecido por el dolor causado por el Silmaril en su interior, causa muchas muertes y desastres, llegando incluso a internarse en Doriath a pesar de la Cintura de Melian, debido al poder de la Joya. Beren, sintiéndose responsable, decide darle muerte, así que junto al rey Thingol se dirige al encuentro de Carcharoth. Sin embargo, este los ataca por sorpresa, dejando gravemente herido a Beren. En este momento aparece nuevamente Huan, quien se enfrenta con Carcharoth. En esta batalla, ambos animales mueren. Cuando abren a Carcharoth, encuentran que todo su interior está calcinado, y ven la mano intacta de Beren sosteniendo el Silmaril.
Beren muere posteriormente, debido a las heridas ocasionadas por Carcharoth, aunque Lúthien le obliga a prometer que la esperará en la orilla del Mar Occidental antes de dejar el mundo. Lúthien no puede soportar la pena y deja la Tierra Media, y finalmente se reúnen en Aman. En las Estancias de Mandos y allí canta una canción tan bella que conmueve al mismo Mandos, señor del lugar y famoso por su inconmovilidad.

...y cuando Lúthien se arrodilló a los pies de Mandos, sus lágrimas cayeron como lluvia sobre la piedra, y Mandos se conmovió, él que nunca se conmoviera antes y que nunca se conmovió después.

Los Valar entonces piden a Eru que intervenga, y Manwë les comunica la decisión del Único: a Lúthien se le permitiría vivir en Valinor hasta el fin de sus días como recompensa por su abnegación, pero Beren tendría que abandonar el mundo, pues tal es el Destino de los Hombres; o bien regresar ambos a la Tierra Media como mortales, y vivir unos pocos años más, tras los cuales ambos abandonarían el mundo para siempre. Esto último elige Lúthien por amor a Beren. Regresaron primero a Doriath, donde Lúthien reconfortó a sus padres, y fueron entonces a vivir a los bosques de Ossiriand, a Tol Galen en el Río Adurant (lugar desde entonces conocido como Dor Firn i Guinar, "la Tierra de los Muertos que Viven") donde posteriormente nace su hijo Dior Aranel, el Hermoso o el Heredero de Thingol.

## En Ossiriand
Cuando Thingol fue asesinado por los Enanos, Beren y los Ents los interceptan y recuperan así el Silmaril que habían rescatado de la corona de Morgoth, esta vez ya engarzado en el Nauglamír. Beren le entrega el collar a Lúthien.
Entretanto, Dior, como heredero de Thingol, se convierte en rey de Doriath y se va a vivir a Menegroth. Años más tarde recibiría un cofre en el que se encontraba el Nauglamir. Fue con esto que Dior supo que sus padres habían muerto de nuevo, esta vez para siempre, y abandonaron el mundo para no volver.

## Línea del medio elfo
| Finwë | Finwë | Finwë | Finwë | Finwë     | Finwë     |           |           | Indis     | Indis     | Indis | Indis | Indis  | Indis  |                                                      |          | Casa de Hador | Casa de Hador | Casa de Hador | Casa de Hador | Casa de Hador | Casa de Hador |       |       | Casa de Haleth | Casa de Haleth | Casa de Haleth | Casa de Haleth | Casa de Haleth | Casa de Haleth |           |           | Casa de Bëor | Casa de Bëor | Casa de Bëor | Casa de Bëor | Casa de Bëor | Casa de Bëor |           |           | Thingol  | Thingol  | Thingol  | Thingol  | Thingol | Thingol |         |         | Melian  | Melian  | Melian | Melian | Melian | Melian |
| Finwë | Finwë | Finwë | Finwë | Finwë     | Finwë     |           |           | Indis     | Indis     | Indis | Indis | Indis  | Indis  |                                                      |          | Casa de Hador | Casa de Hador | Casa de Hador | Casa de Hador | Casa de Hador | Casa de Hador |       |       | Casa de Haleth | Casa de Haleth | Casa de Haleth | Casa de Haleth | Casa de Haleth | Casa de Haleth |           |           | Casa de Bëor | Casa de Bëor | Casa de Bëor | Casa de Bëor | Casa de Bëor | Casa de Bëor |           |           | Thingol  | Thingol  | Thingol  | Thingol  | Thingol | Thingol |         |         | Melian  | Melian  | Melian | Melian | Melian | Melian |
|       |       |       |       |           |           |           |           |           |           |       |       |        |        |                                                      |          |               |               |               |               |               |               |       |       |                |                |                |                |                |                |           |           |              |              |              |              |              |              |           |           |          |          |          |          |         |         |         |         |         |         |        |        |        |        |
|       |       |       |       | Fingolfin | Fingolfin | Fingolfin | Fingolfin | Fingolfin | Fingolfin |       |       |        |        |                                                      |          | Galdor        | Galdor        | Galdor        | Galdor        | Galdor        | Galdor        |       |       | Hareth         | Hareth         | Hareth         | Hareth         | Hareth         | Hareth         |           |           | Barahir      | Barahir      | Barahir      | Barahir      | Barahir      | Barahir      |           |           |          |          |          |          |         |         |         |         |         |         |        |        |        |        |
|       |       |       |       | Fingolfin | Fingolfin | Fingolfin | Fingolfin | Fingolfin | Fingolfin |       |       |        |        |                                                      |          | Galdor        | Galdor        | Galdor        | Galdor        | Galdor        | Galdor        |       |       | Hareth         | Hareth         | Hareth         | Hareth         | Hareth         | Hareth         |           |           | Barahir      | Barahir      | Barahir      | Barahir      | Barahir      | Barahir      |           |           |          |          |          |          |         |         |         |         |         |         |        |        |        |        |
|       |       |       |       |           |           |           |           |           |           |       |       |        |        |                                                      |          |               |               |               |               |               |               |       |       |                |                |                |                |                |                |           |           |              |              |              |              |              |              |           |           |          |          |          |          |         |         |         |         |         |         |        |        |        |        |
|       |       |       |       | Turgon    | Turgon    | Turgon    | Turgon    | Turgon    | Turgon    |       |       | Elenwë | Elenwë | Elenwë                                               | Elenwë   | Elenwë        | Elenwë        |               |               | Huor          | Huor          | Huor  | Huor  | Huor           | Huor           |                |                |                |                |           |           | Beren        | Beren        | Beren        | Beren        | Beren        | Beren        |           |           |          |          |          |          | Lúthien | Lúthien | Lúthien | Lúthien | Lúthien | Lúthien |        |        |        |        |
|       |       |       |       | Turgon    | Turgon    | Turgon    | Turgon    | Turgon    | Turgon    |       |       | Elenwë | Elenwë | Elenwë                                               | Elenwë   | Elenwë        | Elenwë        |               |               | Huor          | Huor          | Huor  | Huor  | Huor           | Huor           |                |                |                |                |           |           | Beren        | Beren        | Beren        | Beren        | Beren        | Beren        |           |           |          |          |          |          | Lúthien | Lúthien | Lúthien | Lúthien | Lúthien | Lúthien |        |        |        |        |
|       |       |       |       |           |           |           |           |           |           |       |       |        |        |                                                      |          |               |               |               |               |               |               |       |       |                |                |                |                |                |                |           |           |              |              |              |              |              |              |           |           |          |          |          |          |         |         |         |         |         |         |        |        |        |        |
|       |       |       |       |           |           |           |           | Idril     | Idril     | Idril | Idril | Idril  | Idril  |                                                      |          |               |               |               |               | Tuor          | Tuor          | Tuor  | Tuor  | Tuor           | Tuor           |                |                |                |                | Nimloth   | Nimloth   | Nimloth      | Nimloth      | Nimloth      | Nimloth      |              |              | Dior      | Dior      | Dior     | Dior     | Dior     | Dior     |         |         |         |         |         |         |        |        |        |        |
|       |       |       |       |           |           |           |           | Idril     | Idril     | Idril | Idril | Idril  | Idril  |                                                      |          |               |               |               |               | Tuor          | Tuor          | Tuor  | Tuor  | Tuor           | Tuor           |                |                |                |                | Nimloth   | Nimloth   | Nimloth      | Nimloth      | Nimloth      | Nimloth      |              |              | Dior      | Dior      | Dior     | Dior     | Dior     | Dior     |         |         |         |         |         |         |        |        |        |        |
|       |       |       |       |           |           |           |           |           |           |       |       |        |        |                                                      |          |               |               |               |               |               |               |       |       |                |                |                |                |                |                |           |           |              |              |              |              |              |              |           |           |          |          |          |          |         |         |         |         |         |         |        |        |        |        |
|       |       |       |       |           |           |           |           |           |           |       |       |        |        |                                                      |          |               |               |               |               |               |               |       |       |                |                |                |                |                |                |           |           |              |              |              |              |              |              |           |           |          |          |          |          |         |         |         |         |         |         |        |        |        |        |
|       |       |       |       |           |           |           |           |           |           |       |       |        |        | Eärendil                                             | Eärendil | Eärendil      | Eärendil      | Eärendil      | Eärendil      |               |               |       |       |                |                | Elwing         | Elwing         | Elwing         | Elwing         | Elwing    | Elwing    |              |              | Eluréd       | Eluréd       | Eluréd       | Eluréd       | Eluréd    | Eluréd    |          |          | Elurín   | Elurín   | Elurín  | Elurín  | Elurín  | Elurín  |         |         |        |        |        |        |
|       |       |       |       |           |           |           |           |           |           |       |       |        |        | Eärendil                                             | Eärendil | Eärendil      | Eärendil      | Eärendil      | Eärendil      |               |               |       |       |                |                | Elwing         | Elwing         | Elwing         | Elwing         | Elwing    | Elwing    |              |              | Eluréd       | Eluréd       | Eluréd       | Eluréd       | Eluréd    | Eluréd    |          |          | Elurín   | Elurín   | Elurín  | Elurín  | Elurín  | Elurín  |         |         |        |        |        |        |
|       |       |       |       |           |           |           |           |           |           |       |       |        |        |                                                      |          |               |               |               |               |               |               |       |       |                |                |                |                |                |                |           |           |              |              |              |              |              |              |           |           |          |          |          |          |         |         |         |         |         |         |        |        |        |        |
|       |       |       |       |           |           |           |           |           |           |       |       |        |        |                                                      |          |               |               |               |               |               |               |       |       |                |                |                |                |                |                | Galadriel | Galadriel | Galadriel    | Galadriel    | Galadriel    | Galadriel    |              |              | Celeborn  | Celeborn  | Celeborn | Celeborn | Celeborn | Celeborn |         |         |         |         |         |         |        |        |        |        |
|       |       |       |       |           |           |           |           |           |           |       |       |        |        |                                                      |          |               |               |               |               |               |               |       |       |                |                |                |                |                |                | Galadriel | Galadriel | Galadriel    | Galadriel    | Galadriel    | Galadriel    |              |              | Celeborn  | Celeborn  | Celeborn | Celeborn | Celeborn | Celeborn |         |         |         |         |         |         |        |        |        |        |
|       |       |       |       |           |           |           |           |           |           |       |       |        |        |                                                      |          |               |               |               |               |               |               |       |       |                |                |                |                |                |                |           |           |              |              |              |              |              |              |           |           |          |          |          |          |         |         |         |         |         |         |        |        |        |        |
|       |       |       |       |           |           |           |           |           |           |       |       |        |        |                                                      |          |               |               |               |               |               |               |       |       |                |                |                |                |                |                |           |           |              |              |              |              |              |              |           |           |          |          |          |          |         |         |         |         |         |         |        |        |        |        |
|       |       |       |       |           |           |           |           |           |           |       |       |        |        | Elros                                                | Elros    | Elros         | Elros         | Elros         | Elros         |               |               |       |       |                |                | Elrond         | Elrond         | Elrond         | Elrond         | Elrond    | Elrond    |              |              | Celebrían    | Celebrían    | Celebrían    | Celebrían    | Celebrían | Celebrían |          |          |          |          |         |         |         |         |         |         |        |        |        |        |
|       |       |       |       |           |           |           |           |           |           |       |       |        |        | Elros                                                | Elros    | Elros         | Elros         | Elros         | Elros         |               |               |       |       |                |                | Elrond         | Elrond         | Elrond         | Elrond         | Elrond    | Elrond    |              |              | Celebrían    | Celebrían    | Celebrían    | Celebrían    | Celebrían | Celebrían |          |          |          |          |         |         |         |         |         |         |        |        |        |        |
|       |       |       |       |           |           |           |           |           |           |       |       |        |        |                                                      |          |               |               |               |               |               |               |       |       |                |                |                |                |                |                |           |           |              |              |              |              |              |              |           |           |          |          |          |          |         |         |         |         |         |         |        |        |        |        |
|       |       |       |       |           |           |           |           |           |           |       |       |        |        | Reyes de Númenor Reyes de Arnor Montaraces del Norte |          |               |               |               |               |               |               |       |       |                |                |                |                |                |                |           |           |              |              |              |              |              |              |           |           |          |          |          |          |         |         |         |         |         |         |        |        |        |        |
|       |       |       |       |           |           |           |           |           |           |       |       |        |        |                                                      |          |               |               |               |               |               |               |       |       |                |                |                |                |                |                |           |           |              |              |              |              |              |              |           |           |          |          |          |          |         |         |         |         |         |         |        |        |        |        |
|       |       |       |       |           |           |           |           |           |           |       |       |        |        |                                                      |          |               |               |               |               |               |               |       |       |                |                |                |                |                |                |           |           |              |              |              |              |              |              |           |           |          |          |          |          |         |         |         |         |         |         |        |        |        |        |
|       |       |       |       |           |           |           |           |           |           |       |       |        |        | Aragorn                                              | Aragorn  | Aragorn       | Aragorn       | Aragorn       | Aragorn       |               |               | Arwen | Arwen | Arwen          | Arwen          | Arwen          | Arwen          |                |                | Elladan   | Elladan   | Elladan      | Elladan      | Elladan      | Elladan      |              |              | Elrohir   | Elrohir   | Elrohir  | Elrohir  | Elrohir  | Elrohir  |         |         |         |         |         |         |        |        |        |        |
|       |       |       |       |           |           |           |           |           |           |       |       |        |        | Aragorn                                              | Aragorn  | Aragorn       | Aragorn       | Aragorn       | Aragorn       |               |               | Arwen | Arwen | Arwen          | Arwen          | Arwen          | Arwen          |                |                | Elladan   | Elladan   | Elladan      | Elladan      | Elladan      | Elladan      |              |              | Elrohir   | Elrohir   | Elrohir  | Elrohir  | Elrohir  | Elrohir  |         |         |         |         |         |         |        |        |        |        |
|       |       |       |       |           |           |           |           |           |           |       |       |        |        |                                                      |          |               |               |               |               |               |               |       |       |                |                |                |                |                |                |           |           |              |              |              |              |              |              |           |           |          |          |          |          |         |         |         |         |         |         |        |        |        |        |
|       |       |       |       |           |           |           |           |           |           |       |       |        |        |                                                      |          |               |               | Eldarion      |               |               |               |       |       |                |                |                |                |                |                |           |           |              |              |              |              |              |              |           |           |          |          |          |          |         |         |         |         |         |         |        |        |        |        |